# Островская, Рита
Рита Островская (англ. Rita Ostrovskaya, укр. Островська Ріта; род. 1953, Киев) — украинский фотограф.

## Биография
- В 1953 году родилась в городе Киеве.
- В 1971—1977 училась в Институте Киноинженеров в Ленинграде.
- 1982—1983 гг. учёба в Институте журналистского мастерства в Киеве.
- С 1987 по 1989 год — член Творческого фото-объединения «Погляд».
- В 1993 году на I. Международном Фотофестивале в Москве была названа Фотографом Года.
- В 1994 году Рита Островская получила Ренжер-Патч Прайс/премию/ за проект книги, Музей Фолкванг, город Эссен;
- В 1996 году у неё выходит фотоальбом «Евреи на Украине, местечки, 1989—1994» издание Cantz Verlag, Германия.
- В 2001 Рита Островская эмигрирует в Германию (город Кассель) на постоянное место жительства.
- В 2003—2009 училась в Художественной Академии, город Кассель, факультет Визуальная коммуникация.

Участница многочисленных фото-выставок.

## Проекты Риты Островской
- «Город и горожане» (1983—1988),
- «Мой дом» (1983 −2001),
- «Портрет-Акт» (с 1986),
- «Еврейский Альбом»:
  - 1. «Семейный Альбом» (с 1978),
  - 2. «Евреи на Украине, местечки» (1989—2001),
  - 3. «Эмигранты» (1993—2002);
- «Дыхание Жизни» 1994—2001,
- «Присутствие» (с 1995),
- «Краски местечка» (2000—2001) и другие.

## Авторская книга
- «Jews in Ukraine, Shtetls, 1989—1994» (Евреи на Украине, местечки). Published by Cantz Verlag 1996 ISBN 3-89322-852-7

## Работы Р. Островской представлены в книгах
- Evgeny Berezner, Irina Chmyreva, Natalia Tarasova and Wendy Watriss. «Contemporary Russian Photography», FotoFest 2012 Biennial Houston и других.

## Награды
- Грант от Фонда Сороса, 1991
- Премия имени Ренгер-Патча, 1994

## Коллекции
- Berlin, Germany, Art library
- Berlin, Gernany, Jewish Museum
- Essen, Germany, Fotografische Sammlung, Museum Folkwang
- Zurich, Switzerland, Kunsthaus
- Zurich, Switzerland, Lehrhaus
- Odense, Denmark, Museet for Fotokunst
- New York, USA, The Jewish Museum
- New York, USA, United Jewish Appeal
- Texas, USA, Photography & Film Collections, Harry Ransom Humanities Research Centre
- London, U.K. The Sternberg Centre of Judaism
- Tel-Aviv, Israel, Beth Hatefutsth, The Nahum Goldman Museum of Jewish Diaspora
- Saint-Die-Des-Vosges, Frankreich, Espace des Arts Plastiques, Cepagrap
- Музей фотографических коллекций
- Киев, Украина, Institute of Jewish Studies
- Киев, Украина, The Central Research Library